# Gyónfalva
Gyónfalva (1899-ig Hrisócz, szlovákul: Hrišovce, németül: Hrischowitz) község Szlovákiában, a Kassai kerület Gölnicbányai járásában.

## Fekvése
Korompától 4,5 km-re északkeletre, a Hernád bal oldalán fekszik.

## Története
1311-ben „Terra Janchonis” alakban említi először oklevél. Kezdetben a richnói váruradalomoz tartozott. Későbbi említései: 1345-ben „Januk”, 1358-ban „Gyankfalua”, 1460-ban „Ryszowecz”. A 16. századig a Zsigray család birtoka, majd a Thurzóké, később a kluknói uradalommal a Csákyaké. 1598-ban 12 ház állt a faluban, ekkor „Ryszocz”, 1773-ban „Hrischowcze” néven írják. A kisebb szepesi falvak közé tartozott. 1789-ben 30 házában 215 lakos élt.
A 18. század végén Vályi András így ír róla: „HRISOCZ. Tót falu Szepes Várm. földes Ura G. Csáky Uraság, lakosai katolikusok, fekszik Szent Annához fél mértföldnyire, Kluknónak filiája, határja hegyes, és völgyes, ’s néhol soványas.”
1828-ban 40 háza és 292 lakosa volt. A falunak a 19. századig nem volt temploma, 1830-ban építettek először egy kápolnát maguknak.
Fényes Elek 1851-ben kiadott geográfiai szótárában így ír a faluról: „Hrisocz, tót falu, Szepes vmegyében, Kluknó fil. 292 kath. lak. F. u. gr. Csáky.”
A trianoni diktátumig Szepes vármegye Gölnicbányai járásához tartozott.
A kápolnát 1948-ban átépítették és templommá bővítették.

## Népessége
| Év:            | 1994. | 2004.   | 2014.   | 2024.   |
| -------------- | ----- | ------- | ------- | ------- |
| Emberek száma: | 324   | 310     | 320     | 280     |
| Eltérés:       |       | -4,32 % | +3,22 % | -12,5 % |

| Év:            | 2023. | 2024.   |
| -------------- | ----- | ------- |
| Emberek száma: | 275   | 280     |
| Eltérés:       |       | +1,81 % |

1910-ben 252, túlnyomórészt szlovák lakosa volt.
2011-ben 303 lakosából 288 szlovák.

## Nevezetességei
- A Rózsafüzéres Szűz Mária tiszteletére szentelt, római katolikus temploma 1948-ban épült.